# ويليام وير
ويليام وير (بالإنجليزية: William Weir)‏ هو طيار أسترالي، ولد في 4 أبريل 1891 في Leichhardt, New South Wales ‏ في أستراليا، وتوفي في القرن العشرين.